# D. E. Shaw & Co.
D. E. Shaw & Co., L.P. és una empresa multinacional de gestió d'inversions fundada el 1988 per David E. Shaw i amb seu a Ciutat de Nova York. L'empresa és coneguda per desenvolupar models matemàtics complicats i programes informàtics sofisticats per explotar anomalies en el mercat. D. E. Shaw & Co administra 50 mil milions de dòlars en AUM, 30 mil milions dels quals són inversions alternatives i els 20 mil milions de dòlars restants inversions orientades a llarg termini (a 1 de setembre de 2020).

## Història

### 1988 - 1996 - Fundació i primers anys
L'empresa va ser fundada per David E. Shaw, un ex membre de la facultat de Columbia University amb un doctorat de Stanford. D. E. Shaw va començar a invertir al juny 1989, havent obtingut 28 milions de dòlars en capital de Paloma Partners Management Co i un parell d'inversors privats. La primera oficina de l'empresa era petita i estava situada sobre una llibreria prop de la Universitat de Nova York. El 1990, l'empresa s'havia mudat a un loft a Park Avenue South i, a l'any següent, es va traslladar novament a Tower 45 a West 45th Street.
Des del principi, la companyia ha protegit acuradament els seus algoritmes comercials patentats. Molts dels seus primers empleats eren científics, matemàtics i programadors d'ordinadors. Amb la convicció que la contractació li donaria a la seva empresa un avantatge competitiu, David E. Shaw festejar graduats d'alt rendiment de les universitats i facultats més importants de país. L'enfocament de la contractació es va traslladar als graduats d'arts liberals en principis de 1992.
A mitjans dels 90, la confidencialitat estava arrelada en la cultura de l'empresa.
David Shaw també ha posat un gran èmfasi en la gestió de riscos i la preservació del capital. S'esperava que els administradors de cartera realitzaran anàlisi de risc. Amb el temps, l'empresa cobraria una comitè executiu i director de riscos amb l'ús d'anàlisi d'escenaris i proves d'estrès per analitzar el risc tant a nivell d'estratègia com de cartera.
El 1994, el rendiment net de l'empresa va ser de l'26 per cent. Va gestionar diversos centenars de milions de dòlars en "estratègies de mercat neutral, inclòs l'arbitratge estadístic, l'arbitratge de garanties japoneses, l'arbitratge de bons convertibles i el comerç de renda fixa." les seves activitats no relacionades amb els fons de cobertura a mitjans dels 90 van incloure la creació d'una subsidiària de corretatge, la fundació del proveïdor de correu electrònic Juno Online Services, el llançament d'una banca i corretatge en línia signatura i l'obertura d'una oficina a l'Índia centrada en el desenvolupament de programari i sistemes per recolzar les operacions comercials i els negocis en línia de l'empresa.

### 1997 - Col·lapse d'una aliança estratègica amb Bank of America
El 1997, l'empresa va tornar capital a la majoria dels seus primers inversors a favor d'una línia de crèdit estructurada de gairebé 2 mil milions de dòlars de Bank of America, amb termes que van permetre a D. E. Shaw & Co mantenir una fracció de guanys més gran dels que els inversors de fons de cobertura permeten normalment. Bank of America va proporcionar una injecció de 1.400 milions de dòlars a D. E. Shaw, amb l'esperança de beneficiar-se de l'experiència en inversions d'aquest último. Un any després, la crisi financera russa de 1998 Rússia va incomplir el seu deute, el que va resultar en grans pèrdues per a la cartera d'operacions de renda fixa de DE Shaw. La batalla per Wall Street: darrere de les línies en la lluita que va empènyer a una indústria a la confusió, Richard Goldberg Pub. John Wiley & Sons, 2009. Com a resultat, Bank of America va perdre $ 570 milions a causa a la seva inversió en D. E. Shaw i va pagar 490 milions de dòlars addicionals per resoldre demandes d'accionistes associats.
Després del col·lapse d'aquesta aliança, D. E. Shaw va vendre negocis i acomiadar empleats, reduint la seva força laboral principal de 540 empleats el 1999 a 180. El capital de la companyia es va reduir de $ 1700000000 a 460 milions de dòlars.

### 2002 - Transferència de gestió
David E. Shaw va dirigir l'empresa de 1988 a 2001. El 2002, es va retirar de la participació diària en l'empresa i va passar a formar part de l'lideratge d'un equip de sis directors generals: Anne Dinning, Julius Gaudio, Louis Salkind, Stuart Steckler, Max Stone i Eric Wepsic. L'estructura de gestió de l'empresa de el mateix comitè executiu de sis membres romandre intacta fins al 2010. El 2010, l'empresa tenia més de 1300 empleats.

### 2007 - Crisi financera

#### Fons multiestratègia
A l'inici de la crisi financera a l'agost de 2007, el fons multiestratègia de D. E. Shaw tenia actius per 20.000 milions de dòlars. Un terç de l'exposició de el fons era als mercats de renda variable i estratègies quantitatives vinculades a la renda variable.  Com a resultat, el fons va perdre el cinc per cent dels seus actius i va tenir el seu mes de pitjor acompliment fins a aquest moment. Per a setembre de 2008, el capital de la companyia estava apalancat a 4x. En els últims mesos de 2008, els guanys posteriors en el seu fons multiestratègia de llavors $ 15 mil milions havien desaparegut.

#### Estratègies de crèdit
El vint per cent dels actius de l'empresa sota gestió en les seves estratègies creditícies i van ser els més afectats durant la crisi financera.

#### Canvis
Per evitar la pèrdua de valor de la cartera i les vendes d'actius, D. E. Shaw disgustar alguns clients a l'evitar la retirada de fons durant la crisi financera. Aquestes portes van crear demores quan els clients sol·licitaven que se'ls tornés els fons. Per 2009, D. E. Shaw havia retornat al voltant de 2 mil milions de dòlars a sol·licitud dels clients. Un any després, Financial Times va informar que els inversors van estimar que el la companyia havia pagat 7 mil milions de dòlars addicionals en sol·licituds de canvi de clients.

#### Impacte general
Els actius totals sota administració de D. E. Shaw van caure d'un màxim de 34 mil milions de dòlars en 2007 a 21 $ mil milions en 2010. La companyia havia acomiadat el 10% de la seva força laboral en aquest moment.

### 2019 - Acords de no competència
Al setembre de 2019, D. E. Shaw va requerir que tots els seus empleats signessin acords de no competència, que era tradicional per a la indústria financera però que no es requeria prèviament a la signatura, i va rebre algunes reaccions negatives.

## Estratègia d'inversió
La companyia administra una varietat de fons d'inversió que fan un ús extensiu de mètodes quantitatius i tecnologia computacional patentada per donar suport a la investigació fonamental en l'administració de les seves inversions.L'empresa també utilitza anàlisi qualitativa per fer privats inversions de capital en tecnologia, energia eòlica, béns arrels, empreses de serveis financers i finançament d'empreses en dificultats. A més dels seus negocis financers, D. E. Shaw & Co ha proporcionat capital de capital privat a empreses relacionades amb la tecnologia. empreses de negocis. Els exemples inclouen Juno Online Services, un proveïdor d'accés a Internet, i Farsight, una plataforma de serveis financers en línia que va ser adquirida per Merrill Lynch.

### Actius sota gestió
'Mida dels actius'  La companyia tenia $ 40 mil milions en capital agregat $ 15.6 mil milions en fons de cobertura actius sota administració a partir del 2011. Va ser classificat com el 21 ° fons de cobertura més gran per Institutional Investor.

### Capital privat

#### EE. UU. Basat
El 2004, una subsidiària d'un dels fons de la companyia va adquirir la botiga de joguines FAO Schwarz de la fallida. FAO Schwarz reobert a el públic a Nova York i Las Vegas, Nevada en la tardor de 2004. en el mateix any, Laminar Portfolios, afiliada de D. E. Shaw, va adquirir els actius en línia de KB Toys, que va continuar operant com eToys.com. "d'Shaw Affiliate Adquires Online Assets of KB Toys juntament amb MIC Capital, va proposar injectar 50 milions de dòlars a WCI Steel en fallida. Al desembre de 2004, D. E. Shaw & Co va comprar el 6,6 per cent de USG Corporation, un fabricant de taulers per a parets que busca protecció per fallida com a resultat de l'augment de les responsabilitats per asbest.
El 2006, el Financial Times va informar la participació de l'empresa com a possibles socis financers i d'inversió per a Penn National Gaming (l'empresa de casinos i pistes de carreres) com un exemple de l'amplitud de les empreses de Wall Street participació en el "boom el capital privat", descrivint a D. E. Shaw com "un grup de fons de cobertura".El finançament era necessària ja que Penn National Gaming tenia un valor de mercat de 3.300 milions de dòlars (2006) i 1,4 mil milions de dòlars en ingressos anuals i volia adquirir Harrah 's Entertainment, una empresa amb un valor de mercat de 14.7 mil milions de dòlars (2006) i en aquest moment Sóc l'operador de casinos més gran d'EE. UU.
A finals de 2009, el Financial Times va informar que D. E. Shaw & Co havia creat una unitat d'adquisicions de carteres, l'objectiu era adquirir actius il·líquids de fons de cobertura rivals, durant la crisi financera.

#### Basat en Índia
D. E. Shaw va ingressar a l'mercat indi el 2006 amb Anil Chawla, llavors director executiu de GE-Commercial finance, Índia & South East Àsia, com Country Manager. Les operacions de l'Índia tenien inicialment la seva seu a Hyderabad, Telangana. D. E. Shaw va celebrar diversos acords importants de capital privat al país. Això va incloure una aliança d'empreses amb l'empresa de el sector privat més gran de l'Índia, Reliance Industries, per brindar serveis financers.Altres inversions van incloure l'empresa de béns arrels DLF Assets Limited i el grup editorial Estimar Ujala Publications, que van ser objecte de l'escrutini regulador de l'Índia i disputes legals.Chawla deixar el seu lloc a D. E. Shaw el 2012. D. E. Shaw va reduir les seves activitats de capital privat a l'Índia després de 2013.

## Estructura corporativa

### Propietat

#### Lehman Brothers
El 2007, David E. Shaw va vendre una participació del 20 per cent a Lehman Brothers com a part d'una estratègia més àmplia per diversificar les seves participacions personals.D. E. Shaw tenia $ 30 mil milions en actius sota administració en 2007. En el moment de la seva fallida al setembre de 2008, les participacions de Lehman Brothers en D. E. Shaw & Co romanien intactes. El 2015, Hillspire, la family office del president de Google Eric Schmidt, va adquirir la participació passiva del 20% en D. E. Shaw Co. de la propietat en fallida de Lehman Brothers Holdings Inc.

#### Candidat a flotació
El 2007, el  Financial Times  va informar que D. E. Shaw era comunament esmentat com a candidat a flotació entre els fons de cobertura.

## Afers corporatius

### Responsabilitat corporativa
D. E. Shaw dona suport programes educatius com la Lliga de Matemàtiques de les Regions Americanes, Entrenament de Olimpíada Mundial en Línia (Woot), Olimpíada de Matemàtiques dels Estats Units d'Amèrica i Olimpíada Internacional de Matemàtiques, Programa d'Olimpíada de Matemàtiques el concurs MIT 6.370 Battlecode i el Center for Excellence in Education.

### Ex empleats destacats
- Jeff Bezos, empresari nord-americà i fundador d'Amazon.com.
- MacKenzie Bezos, novel·lista i filantrop nord-americà.
- Cathy O'Neil, matemàtica
- David Siegel, informàtic i cofundador de Two Sigma[12]
- John Overdeck, estadístic i cofundador de Two Sigma[12]
- Lawrence Summers va ser contractat a l'octubre de 2006 com a director general de D. E. Shaw & Co

### Ubicacions d'oficines
La firma té oficines a Nova York, Boston, Hong Kong, Hyderabad, Xangai, Londres, Luxemburg i Bermudes.
- Hong Kong: inaugurat el 2007 per centrar-se en el capital privat xinès
- EE. UU. - Nova York - Seu
  - Silicon Valley - Menlo Park
  - Boston - Wellesley
  - Kansas City - Overland Park
  - Princeton
- Regne Unit - Baker Street
- Xina - Xangai - 2010[13]
- Illes Bermudes
- Luxemburg

### Classificacions
Si bé no es va classificar en 2015; el 2016, el fons d'estratègia vinculat a la renda variable de D. E. Shaw Group, D. E. Shaw Valence, va ocupar el lloc 18 entre els 100 millors fons de cobertura de Penta. En el mateix rànquing, un fons multiestratègia gestionat per l'empresa anomenat D. E. Shaw Composite va ocupar el lloc 32 en 2016 i el 66 en 2015.